# 少納言
少納言（しょうなごん/すないものもうし）は日本の朝廷の最高機関である太政官の職の一つ。

## 概要
唐名（漢風名称）は給事中。四等官の中の判官（じょう）に相当する。官位相当は従五位下。定員は3人だが、員外少納言・権少納言が置かれた時期がある。
左弁官局・右弁官局とともに議政官（大臣・大納言・中納言・参議）の下で実務を担う太政官三局の一つ少納言局（しょうなごんきょく）を構成し、下僚として外記・史生・使部が属した。
主な職務は詔勅宣下の事務とそれに必要な御璽・太政官印・駅鈴の管理。大宝律令では「小事を奏宣す」官と位置づけられ、侍従を兼任して天皇に近侍する秘書官的な役職であったが、侍従の職務の方が繁雑であったため次第に下僚である外記に職掌を奪われた。さらに令外官である蔵人所が設置されると天皇の近臣的な地位・職掌も大幅に弱まり、主として儒者が任用されて、ただ印と鈴を管理するだけの役職となる。少納言局の実務は大外記・少外記（定員各2）が行い、外記局と呼ばれるようになった。
中世後期以後は、広澄流清原氏嫡流舟橋家の公卿が天皇の侍読を経た後に任じられる官職として知られていた。